# Matamatowate
Matamatowate, żółwie wężoszyjne, żółwie wężoszyje (Chelidae) – rodzina żółwi z podrzędu żółwi bokoszyjnych (Pleurodira). Należy do niej około 70 gatunków należących do 15 rodzajów.

## Zasięg występowania
Matamatowate występują w Ameryce Południowej, Australii i na Nowej Gwinei.

## Morfologia
Cechą  charakterystyczną matamatowatych jest nieproporcjonalnie długa, wężowata i naga szyja. Cały pancerz jest normalnie wykształcony. Są zwierzętami o półwodnym trybie życia. Ich pokarm stanowią różnorodne organizmy wodne w tym także ryby.

## Systematyka
Do rodziny należą następujące rodzaje: 
- Acanthochelys J.E. Gray, 1873
- Chelodina Fitzinger, 1826
- Chelus A.M.C. Duméril, 1805
- Elseya J.E. Gray, 1867
- Elusor Cann & Legler, 1994 – jedynym przedstawicielem jest Elusor macrurus Cann & Legler, 1994
- Emydura Bonaparte, 1836
- Hydromedusa Wagler, 1830
- Mesoclemmys J.E. Gray, 1873
- Myuchelys Thomson & Georges, 2009
- Phrynops Wagler, 1830
- Platemys Wagler, 1830 – jedynym przedstawicielem jest Platemys platycephala (Schneider, 1792) – wklęsłopancerzówka czerwonogłowa[2]
- Pseudemydura Siebenrock, 1901 – jedynym przedstawicielem jest Pseudemydura umbrina Siebenrock, 1901 – wężogłówka zachodnioaustralijska[2]
- Ranacephala McCord, Joseph-Ouni & Lamar, 2001 – jedynym przedstawicielem jest Ranacephala hogei (Mertens, 1967)
- Rheodytes Legler & Cann, 1980 – jedynym przedstawicielem jest Rheodytes leukops Legler, 1980 – białook zachodnioaustralijski[2]
- Rhinemys Wagler, 1830 – jedynym przedstawicielem jest Rhinemys rufipes (Spix, 1824)